# Zell (Oberstaufen)
Zell (mundartlich: Dseəl, uf Dseəl nüs) ist ein Gemeindeteil der Marktgemeinde Oberstaufen im bayerisch-schwäbischen Landkreis Oberallgäu.

## Geographie
Der Weiler liegt circa zwei Kilometer nördlich des Hauptorts Oberstaufen. Westlich der Ortschaft verläuft Bahnstrecke Buchloe–Lindau und die Gemeindegrenze zu Stiefenhofen im Landkreis Lindau (Bodensee).

## Ortsname
Der Ortsname stammt vom mittelhochdeutschen Wort zëlle oder vom frühneuhochdeutschen Wort zelle ab, was Wirtschaftshof (in geistlichem oder weltlichem Besitz) bedeutet. Der Ortsname wird auch mit dem historischen Ortsnamen Werarchdorn in Verbindung gebracht, vermutlich eine Verstümmelung von Wisirihescella.

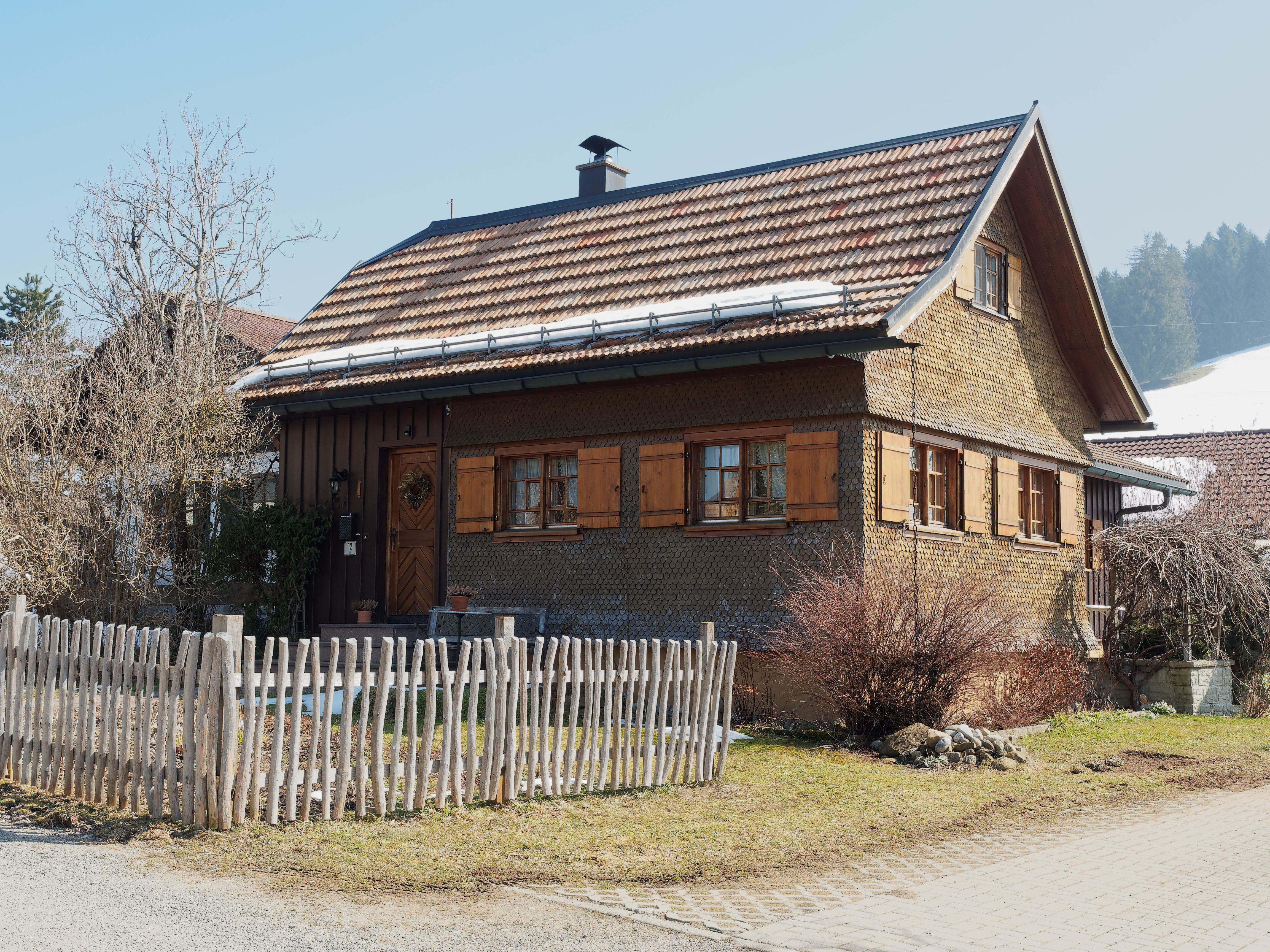
Baudenkmal in Zell

## Geschichte

### Ersterwähnung Zells und des Allgäus
Zell wurde urkundlich erstmals am 7. Februar 817 erwähnt als ein Wisirih, vermutlich ein alemannischer Vollfreier, seine Zelle – genannt Wisirihescella – an das Kloster St. Gallen für eine Erbpacht übergab. Zudem wurde in dieser Urkunde mit der Bezeichnung „in pago Albigaugense“ für „im Alpgau“ erstmals der Landschaftsbegriff „Allgäu“ urkundlich erwähnt.

### 1300 bis heute
Nach der Ersterwähnung wurde der Ort erst wieder um das Jahr 1300 im Besitz des Klosters Mehrerau erwähnt. Im Jahr 1353 besaßen die Ritter von Ellhofen Patronatsrecht der Kirche in Zell. 1375 erfolgte die Vereinigung der Pfarrei Zell mit der Pfarrei Staufen, wobei der Ort auch von der Herrschaft Ellhofen an Montfort-Feldkirch verkauft wurde. Später gehörte dann der Ort der Herrschaft Staufen in der Grafschaft Königsegg-Rothenfels an, wobei ein Hof in Zell der Herrschaft Hohenegg angehörte. Im 16. Jahrhundert war Zell eine Kaplanei der Pfarrei Stiefenhofen, die 1597 endete. Während des Dreißigjährigen Krieges wurde Zell im Jahr 1647 durch schwedische Truppen teilweise niedergebrannt. 1808 wurde der Ort bayerisch. Eine geplante Angliederung an die Gemeinde Stiefenhofen im Jahr 1818 wurde nicht umgesetzt.

#### Burg
Nördlich des Ortes befand sich der Burgstall Schloßbühl, dessen genauere Daten nicht bekannt sind. Vermutlich handelte es sich um eine hölzerne Turmburg, die im Besitz der Ritter von Ellhofen war. Der Bereich um die Burg ist heute ein Bodendenkmal, bei dem Wall und Graben der Burg noch erkennbar sind.

#### Kirche
Im 14. Jahrhundert wurde die heutige Kirche erbaut und ersetzte dabei eine hölzerne Kapelle. 1440 wurde die Kirche um einen größeren Chor erweitert. Das Patrozinium des Gotteshauses bildete um das Jahr 1300 St. Alban, im 14. Jahrhundert kam St. Stephan dazu. Seit dem 16. Jahrhundert kam St. Bartholomäus auf. Eine der heutigen Turmglocken der Kirche stammte aus der zweiten Hälfte des 14. Jahrhunderts. Bis ins Jahr 1866 besaß die Kirche einen Zwiebelturm, danach einen Spitzturm.

## Baudenkmäler
Siehe: Liste der Baudenkmäler in Zell